# Lu (Itália)
Lu é uma comuna italiana da região do Piemonte, província de Alexandria, com cerca de 1.213 habitantes. Estende-se por uma área de 21 km², tendo uma densidade populacional de 58 hab/km². Faz fronteira com Camagna Monferrato, Conzano, Cuccaro Monferrato, Mirabello Monferrato, Occimiano, Quargnento, San Salvatore Monferrato.

## Demografia
| Variação demográfica do município entre 1861 e 2011                               |
|                                                                                   |
| Fonte: Istituto Nazionale di Statistica (ISTAT) - Elaboração gráfica da Wikipedia |